# Robert Casse

a Compétitions nationales et continentales officielles uniquement.

b Matchs officiels uniquement.
Robert Casse, né le 4 mars 1926 à Perpignan et mort le 27 décembre 2017 à Marseille, est un joueur de rugby à XV et de rugby à XIII international français évoluant au poste de centre ou d'ailier dans les années 1940 et 1950.
Il intègre le RC Catalan en 1941 à ses quinze ans pour jouer au rugby à XV. Ce club doit son existence à l'interdiction du rugby à XIII en France durant la Seconde Guerre mondiale, prenant place au XIII Catalan. Il rejoint ensuite l'USA Perpignan décrochant le titre de Championnat de France en 1944. Une fois le rugby à XIII autorisé, Casse s'engage au XIII Catalan, son premier club formateur. Rapidement, il devient l'un des meilleurs ailiers français, il remporte la Coupe de France en 1945 puis rejoint Marseille XIII de Paul Ricard avec lequel il réalise le doublé Championnat de France 1949-Coupe de France 1949. Il prend part en 1950 à la naissance de Toulon avant un retour au XIII Catalan l'année suivante.
Ses performances en club l'emmènent à être convoqué en équipe de France et compte trois sélections entre 1946 et 1949. Il met un terme à sa carrière à seulement vingt-six ans pour rentrer dans la gendarmerie où il y effectue sa carrière au civil jusqu'à la retraite sur Marseille.

## Biographie
Il débute au rugby aux côtés de Paul Dejean dès l'âge de quinze ans. Il déclare préférer le rugby à XIII car on touche le ballon plus souvent et ainsi prendre une part plus active au jeu.
En mars 1946, Robert Casse, alors sous le maillot du XIII Catalan et seulement âgé de dix-neuf ans, fait partie des seize joueurs convoqués pour la rencontre contre le Pays de Galles prévue le 24 mars 1946 pour le compte de la Coupe d'Europe des nations 1945-1946. Il y est accompagné de ses coéquipiers Ambroise Ulma et Paul Dejean. Le sélectionneur Jean Duhau décide finalement d'associer l'aile catalane Dejean-Casse associé à l'aile roannaise Comes-Joly. Disputé devant plus de 25 000 spectateurs au stade municipal de Bordeaux, la France s'impose 19-7 mais échoue à remporter la Coupe d'Europe en raison de la différence de points au profit de la sélection d'Angleterre.
Robert Casse est rappelé un an plus tard en sélection pour le compte de France-Angleterre en Coupe d'Europe des nations 1947. Initialement remplaçant, il est finalement titulaire au poste d'ailier après le retrait de Robert Caillou en raison d'une déchirure musculaire. Il s'agit du premier déplacement de Casse avec la sélection en se rendant à Leeds et prend place à l'aile. Battue 2-5 par l'Angleterre, le résultat laisse des regrets, Casse ayant même vu un essai refusé à la suite d'un débordement sur une passe d'Odé Lepes.
En janvier 1949, désormais sous le maillot de Marseille, Robert Casse honore sa troisième sélection en équipe de France à la suite de la défaillance de Frédéric Trescazes. Cette rencontre contre l'Australie jouée au stade Vélodrome de Marseille voit la victoire des Australiens 29-10. Il dispute cette rencontre aux côtés de quatre de ses coéquipiers marseillais : Jean Dop, Ulysse Négrier, Élie Brousse et André Béraud. Il s'agit de la troisième et dernière sélection de Casse, âgé alors de seulement vingt-deux ans.
Lors de la deuxième saison à Marseille, beaucoup s'interroge sur les performances de Casse, remettant en question sa présence dans l'équipe. Irrégulier, Casse est à de nombreuses reprises non convoqué avec Marseille jusqu'à une rencontre qui permet de le mettre en valeur avec deux essais inscrits contre Carcassonne donnant la victoire aux Marseillais 8-5. Plébiscité, Casse déclare à cette occasion que la nature de son mal était un caillot de sang formé dans sa cuisse, l'handicapant. Ce dernier lui ait extrait par le Docteur Bertrand de Marseille. Casse retrouve alors sa souplesse et sa confiance en lui. Il retrouve pleinement sa place de titulaire et prend part à la finale du Championnat de France 1950 perdue contre Carcassonne.
Lors de la saison 1950-1951, Robert Casse revient le club nouvellement intégré au Championnat de France, le Toulon XIII. Ce dernier est coaché par Jean Duhau et de grands noms du XIII accompagnent Casse, il s'agit de Raoul Perez, Henri Durand et Jean Fachan. Ce club créé par l'ancien président du RC Toulon, M. Pepino, et subit de nombreuses complications avec des défections de joueurs anciens quinzistes sous pression de dirigeants quinzistes. Toulon ne fait qu'une saison en élite avant de disparaître.
Après cet épisode toulonnais, Casse revient dans son club des débuts, au XIII Catalan, à l'été 1951.

## Style de joueur
Robert Casse a un jeu caractérisé par des atouts tels le double démarrage et le coup de rein qu'il utilise souvent en ballon portée.

## Palmarès

### Rugby à XV
- Collectif :
  - Vainqueur du Championnat de France : 1944 (USA Perpignan).

### Rugby à XIII
- Collectif :
  - Vainqueur du Championnat de France : 1949 (Marseille).
  - Vainqueur de la Coupe de France : 1945 (XIII Catalan) et 1949 (Marseille).
  - Finaliste du Championnat de France : 1950 (Marseille).
  - Finaliste de la Coupe de France : 1946 et 1952 (XIII Catalan).

#### Détails en sélection
| 1. | 24 mars 1946   | Pays de Galles | 19-7  | Coupe d'Europe | Ailier | - | - | - | - |
| 2. | 17 mai 1947    | Angleterre     | 2-5   | Coupe d'Europe | Ailier | - | - | - | - |
| 3. | 9 janvier 1949 | Australie      | 10-29 | Test-match     | Ailier | - | - | - | - |

#### Statistiques
| Saison    | Saison       | Championnat           | Championnat | Coupe           | Coupe      | Sélection | Sélection | Sélection | Sélection | Sélection | Sélection |
| Saison    | Saison       | Comp.                 | Class.      | Comp.           | Class.     | Comp.     | M         | Pts       | Ess.      | Buts      | Dp.       |
| --------- | ------------ | --------------------- | ----------- | --------------- | ---------- | --------- | --------- | --------- | --------- | --------- | --------- |
| 1944-1945 | XIII Catalan | Championnat de France | 1/2 finale  | Coupe de France | Vainqueur  |           |           |           |           |           |           |
| 1945-1946 | XIII Catalan | Championnat de France | ?           | Coupe de France | Finaliste  | CE        | 1         | 0         | 0         | 0         | 0         |
| 1946-1947 | XIII Catalan | Championnat de France | 6e          | Coupe de France | 1/8 finale | CE        | 1         | 0         | 0         | 0         | 0         |
| 1947-1948 | XIII Catalan | Championnat de France | 5e          | Coupe de France | 1/8 finale |           |           |           |           |           |           |
| 1948-1949 | RC Marseille | Championnat de France | Vainqueur   | Coupe de France | Vainqueur  | CE        | 1         | 0         | 0         | 0         | 0         |
| 1949-1950 | RC Marseille | Championnat de France | Finaliste   | Coupe de France | 1/2 finale |           |           |           |           |           |           |
| 1950-1951 | Toulon XIII  | Championnat de France | 12e         | Coupe de France | 1/8 finale |           |           |           |           |           |           |
| 1951-1952 | XIII Catalan | Championnat de France | 8e          | Coupe de France | Finaliste  |           |           |           |           |           |           |